# Kudahuvadhoo
Kudahuvadhoo (malediw. ދުވާފަރު) – wyspa na Malediwach, stolica atolu Dhaalu. Według danych na rok 2014 liczyła 2447 mieszkańców. Na wyspie znajduje się Port lotniczy Dhaalu oddany do użytku w 2017 roku.